# Consolers of the Lonely
Consolers of the Lonely – drugi album The Raconteurs. Został wydany 25 marca 2008 roku przez Warner Bros. Records na całym świecie, a dzień wcześniej tylko w Wielkiej Brytanii przez XL Recordings.
Zespół nie promował albumu w żaden sposób przed jego wydaniem, a jego istnienie zostało ogłoszone zaledwie tydzień wcześniej. Mimo to, album przypadkowo wyciekł na iTunes i niektórzy fani mogli go dostać wcześniej. Jest dostępny we wszystkich formatach, włączając CD, winyl i MP3. Teledysk do pierwszego singla, "Salute Your Solution" został wypuszczony tego samego dnia.

## Lista utworów
Wszystkie utwory napisane przez Brendana Bensona i Jacka White'a.
1. "Consoler of the Lonely" - 3:25
2. "Salute Your Solution" - 3:00
3. "You Don't Understand Me" - 4:53
4. "Old Enough" - 3:57
5. "The Switch and the Spur" - 4:25
6. "Hold Up" - 3:26
7. "Top Yourself" - 4:25
8. "Many Shades of Black" - 4:24
9. "Five on the Five" - 3:33
10. "Attention" - 3:40
11. "Pull This Blanket Off" - 1:59
12. "Rich Kid Blues" - 4:34
13. "These Stones Will Shout" - 3:54
14. "Carolina Drama" - 5:55

## Twórcy

### Muzycy

#### The Raconteurs
- Patrick Keeler – instrumenty perkusyjne
- Brendan Benson – wokal, gitara, instrumenty smyczkowe
- Jack White – śpiew, gitara, stylofon, instrumenty klawiszowe
- Jack Lawrence – gitara basowa, banjo, chórki

#### Dodatkowi
- Dean Fertita – klawinet
- Dirk Powell – instrumenty smyczkowe
- The Memphis Horns – sekcja dęta
- Flory Dory Girls – chórki
- Frozen 140 Swanson (David Swanson)

### Produkcja
- Jack White – producent, miksowanie, aranżacja sekcji dętej
- Brendan Benson – producent, aranżacja sekcji dętej
- Joe Chiccarelli – inżynieria dźwięku
- Vance Powell – inżynieria miksu
- Lowell Reynolds – asystent inżyniera
- Vlado Mellor – mastering dźwięku
- Mark Santangello – asystent
- The Raconteurs – aranżacja utworów
- Wayne Jackson – aranżacja sekcji dętej